# Autoroute espagnole Ma-20 (Palma de Majorque)
La Ma-20, appelée aussi Via de Cintura, est une autoroute urbaine qui entoure Palma de Majorque par le nord en desservant les différentes zones de la ville.
D'une longueur de 10 km, elle relie la Ma-19 à l'est à la Ma-1 à l'ouest. 
Elle est composée de 12 échangeurs qui desservent le centre ville, les centres commerciaux, ainsi que le port.

## Tracé
- Elle se déconnecte de la Ma-19 à l'ouest de la ville et dessert tout l'est en croisant dans un premier temps la Ma-15 à destination de Manacor.
- Quelque kilomètre plus loin la Ma-13 (Palma de Majorque - sa Pobla) vient se connecter à la rocade au nord-est de la ville.
- Elle contourne la ville par le nord avant de bifurquer avec la Ma-1 en provenance de Palma Nova à l'ouest de la ville.

## Sorties
| Sorties | Villes |         |
| ------- | --- | ------- |
|         | Palma de Majorque Centre - Palma de Majorque-Avenida de Gabriel Roca Aéroport de Palma de Majorque - Port de Palma de Majorque Llucmajor | Ma-19   |
| 02      | Palma de Majorque Est - Palma de Majorque-Cami de Vell de Llucmajor                                                                      |         |
| 03      | Palma de Majorque Est - Palma de Majorque-Carrer de Manacor Manacor                                                                      | Ma-15   |
| 04      | Palma de Majorque Est - Palma de Majorque-Calle de San Ignacio                                                                           |         |
| 05      | Palma de Majorque Nord - Palma de Majorque-Calle de Aragon Inca                                                                          | Ma-13A  |
|         | sa Pobla | Ma-13   |
| 07      | Palma de Majorque Nord - Palma de Majorque-Calle de Teniente Oyaga                                                                       |         |
| 08      | Palma de Majorque Nord - Palma de Majorque-Calle del Capitan Salom Soller                                                                | Ma-11   |
| 09      | Palma de Majorque Nord - Palma de Majorque-Calle de Fransesc Suau Valldemossa                                                            | Ma-1130 |
| 10      | Palma de Majorque Nord - Palma de Majorque-Calle Jesus Vileta                                                                            |         |
| 11      | Palma de Majorque Ouest - Palma de Majorque-Calle de Pasqual Ribot                                                                       |         |
| 12      | Palma de Majorque Ouest - Palma de Majorque-Calle de Dragonera                                                                           |         |
| 13      | Palma de Majorque Ouest - Palma de Majorque-Calle de Genova Palma de Majorque-Calle de Andrea Doria                                      |         |
|         | Palma de Majorque Centre - Palma de Majorque-Avenida de Gabriel Roca Palmanova - Llucmajor                                               | Ma-1    |